# Consell General dels Alts del Sena
El Consell General dels Alts del Sena és l'assemblea deliberant executiva del departament francès d'Alts del Sena a la regió d'Illa de França. La seva seu es troba a Nanterre. Des de 2007, el president és Patrick Devedjian (UMP)

## Antics presidents del Consell
- 1967 - 1970 Pierre Lagravère (CD)
- 1970 - 1973 Jacques Baumel (UDR)
- 1973 - 1976 Charles Pasqua (UDR)
- 1976 - 1982 Jacques Baumel (RPR)
- 1982 - 1988 Paul Graziani (RPR)
- 1988 - 2004 Charles Pasqua (RPR, després RPF)
- 2004 - 2007 Nicolas Sarkozy (UMP)
- des de 2007 Patrick Devedjian (UMP)

## Composició
El març de 2011 el Consell General dels Alts del Sena era constituït per 45 elegits pels 45 cantons dels Alts del Sena.
| Partit                        | Sigles | Electes |
| ----------------------------- | ------ | ------- |
| Oposició (16 escons)          |        |         |
| Partit Socialista             | PS     | 7       |
| Europa Ecologia-Els Verds     | EELV   | 1       |
| Partit d'Esquerra             | PG     | 8       |
| Majoria (28 escons)           |        |         |
| Unió pel Moviment Popular     | UMP    | 21      |
| Divers droite                 | DVD    | 4       |
| Nou Centre                    | NC     | 3       |
| Divers (1 escó)               |        |         |
| Sense etiqueta                | SE     | 1       |
| President del Consell General |        |         |
| Patrick Devedjian (UMP)       |        |         |